# Vrai portrait de Marguerite Bourgeoys
Le Vrai portrait de Marguerite Bourgeoys est un tableau de 62 cm de hauteur sur 49,5 cm de largeur exécuté par Pierre Le Ber, au lendemain de la mort de Marguerite Bourgeoys en janvier 1700. Il est considéré comme étant l'un des plus anciens tableaux peints par un artiste né au Canada qui nous est parvenu. Il est aussi le seul portrait contemporain de la fondatrice de la congrégation de Notre-Dame de Montréal. Le tableau a été classé objet patrimonial par le ministère de la Culture et des Communications en 2014.

## Histoire
Marguerite Bourgeoys (1620 - 1700) arrive à Montréal en 1653 pour se consacrer à l'enseignement. En 1658, elle reçoit ses premiers élèves. Le groupe d'institutrices qu'elle forme est autorisé par Mgr François de Montmorency-Laval à enseigner dans tout le Canada. Elle se rend en France pour obtenir du roi les lettres patentes pour sa communauté, qu'elle obtient l'année suivante. Le groupe fonde des écoles à Lachine, Batiscan et Champlain. La congrégation de Notre-Dame de Montréal est érigée canoniquement en 1698. Marguerite Bourgeoys consacre ensuite les deux dernières années de sa vie à la prière.
Au lendemain de son décès en janvier 1700, Marguerite Le Moyne, la sœur supérieure de la congrégation, appelle son cousin Pierre Le Ber à exécuter un portrait post-mortem,.
Charles de Glandelet, qui a rédigé l'hagiographie de Marguerite Bourgeoys, rapporte : « Monsieur LeBer, le fils, ayant été prié de tirer le portrait de notre chère Mère, un peu après qu'elle fut morte, il vint chez nous à cet effet, après avoir communié pour elle à notre chapelle ; mais il se trouva si incommodé d'un mal de tête qui lui prit, qu'il lui fut impossible de l'entreprendre. Une de nos Sœurs lui donna un peu de cheveux de notre Mère défunte, qu'il mit sous sa perruque, et en même temps, il se sentit si soulagé qu'il se mit à l'œuvre avec une facilité que lui et ceux qui le regardaient ne purent s'empêcher d'admirer. »
Le portait est ensuite accroché dans la chapelle de la congrégation, au-dessus de la niche où a été placé le cœur de Marguerite Bourgeoys. Il est à quelques reprises retiré et replacé dans la chapelle. À la fin des années 1860, Mgr Ignace Bourget demande à la communauté de retirer le tableau en vertu du droit canon, qui interdit la vénération d'individus non encore béatifiés. Il est ensuite conservé dans un local de la maison-mère. Il a été présenté au public lors de deux expositions organisées par la Société d'archéologie et de numismatique de Montréal en 1887 et 1892.
Le tableau connaît au moins deux repeints majeurs au cours du XIXe siècle : le premier au cours de la première moitié du XIXe siècle modifie l'apparence des mains et du visage ; le second, fait lors de la deuxième moitié du XIXe siècle, modifie l'apparence du visage et de la coiffe.

## Restauration du tableau

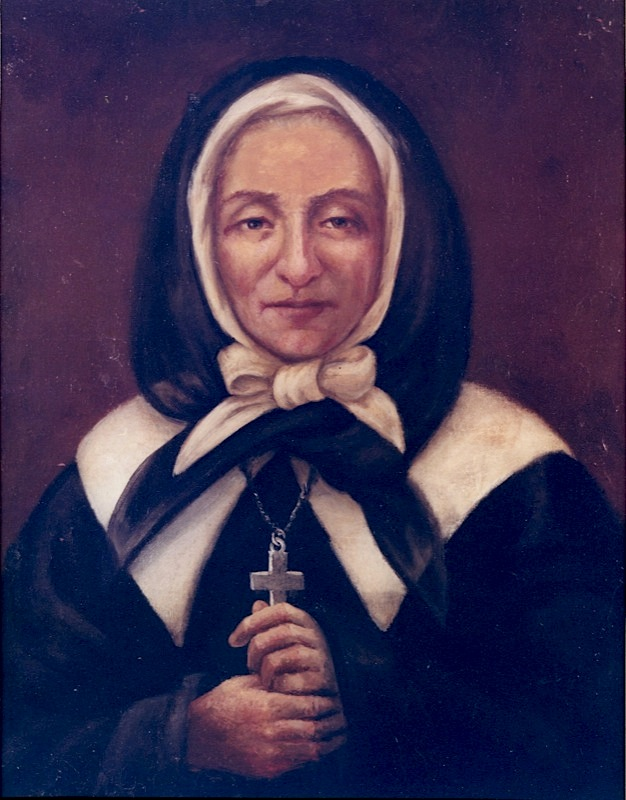
Portrait de Marguerite Bourgeoys avant la restauration en 1963

En 1961, plusieurs sœurs de la congrégation de Notre-Dame savent que le tableau a subi des repeints à travers le temps. Les sœurs les plus anciennes ont même été témoins de retouches au début du XXe siècle. Cependant certaines religieuses mettent en doute l'authenticité du portrait. La communauté fait appel à Jean Palardy, un spécialiste en art canadien ancien, sur l'authenticité du tableau. Son examen ne fait que renforcer les soupçons des sœurs.
Au cours de l'été 1963, la congrégation fait appel à Edward O. Korany, un spécialiste new-yorkais de la restauration de l'International Institute for Conservation (en),. Les examens radiologiques laissent entrevoir un visage, une coiffe et des mains différentes sous trois couches de blanc de plomb. Cependant l'imperméabilité du blanc de plomb au rayons X empêche de voir l'état de conservation de l'œuvre originale. Consciente des risques de destruction, mais convaincue de l'importance patrimoniale de la restauration, la supérieure de la Congrégation accepte quand même le dégagement de la peinture primitive.

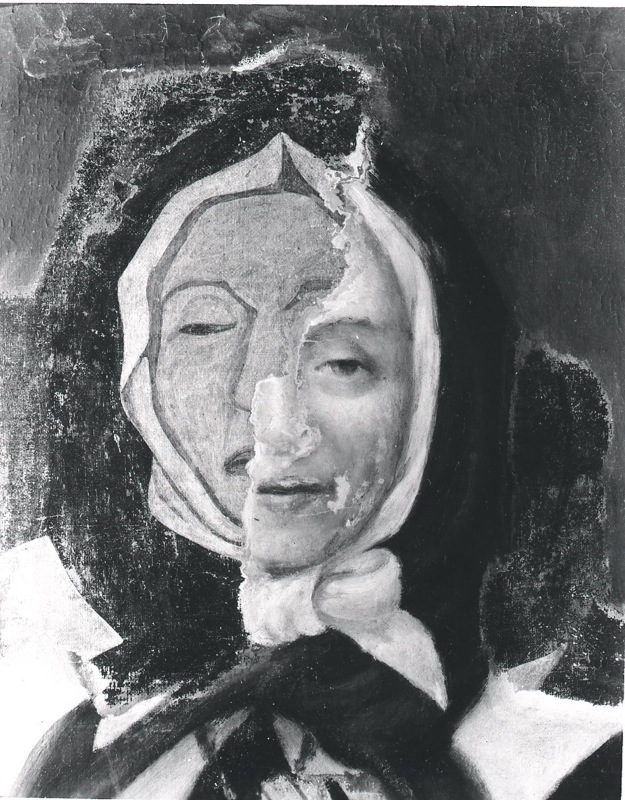
Portrait de Marguerite Bourgeoys en cours de restauration

Le dégagement débute en septembre 1963 et dure deux mois, Korany travaillant à la vitesse de 6 cm2 par deux heures. Le tableau ancien se révèle en assez bon état à l'exception du fond qui est retouché. La toile était autrefois fixée sur un carton enduit de colle maintenu sur un panneau d'aggloméré. Elle a été entoilée sur un cadre ancien de style colonial américain. La restauration prend fin en mars 1964.
Sa restauration sensibilise les sœurs de la Congrégation de Notre-Dame et le public en général quant à la valeur de l'œuvre. Sa restauration révèle aussi la véritable facture artistique de Pierre Le Ber, permettant ainsi aux historiens de l'art de lui attribuer quatre autres tableaux qui était considérés jusqu'alors anonymes.

## Lecture de l'œuvre
En 1964, le tableau restauré fait l'objet d'un article dans la revue Vie des arts. Jules Bazin y observe alors : « Toutes les qualités humaines que nous savons avoir appartenu à la fondatrice : une intelligence supérieure, du sens pratique, un mélange de grande fermeté et d'inépuisable bonté, de la simplicité et même, me semble-t-il, un vague désabusement compréhensif, apparaissent dans l'œuvre magnifique de Le Ber. Malgré la gaucherie du rendu, les mains aux longs doigts ont aussi leur éloquence, et il n'est pas jusqu'à l'austérité de la couleur des vêtements qui n'ajoute à la qualité de l'ouvrage. On comprend en voyant cet admirable portrait comme Marguerite Bourgeoys fut grande et on aperçoit la raison de l'amour et de la vénération de toute la ville pour celle qui a tant contribué à sa fondation et à son essor. »